# 晉武公
晉武公（？—前677年），姬姓，名稱，谥为“武”，曲沃桓叔成師之孫、曲沃莊伯鱓之子。前716年繼承父位，成為曲沃的君主，在吞併晉國前稱曲沃伯。
晉哀侯八年（前710年），曲沃與陘廷聯兵攻晉，與晉國對抗。更在哀侯九年（前709年）春，曲沃攻伐晉京師翼城，久留在陘廷，以公子萬駕戎車、梁弘為車右，追逐哀侯到汾河，大敗晉軍。是夜俘虜了晉哀侯，後來又指使公子萬殺了哀侯。
晉小子四年，曲沃誘殺了晉小子侯，由於周桓王使虢仲出兵討伐曲沃。武公回曲沃，周天子遂立晉哀侯之弟晉侯緡為晉的國君，曲沃未能吞併晉國。
晉侯緡二十八年（前679年），曲沃出兵終於滅了晉，是為曲沃代翼。魯莊公十六年（前678年），武公把掠奪來的晉國寶器，賄賂周僖王，天子喜，封曲沃公為晉君，列為諸侯。武公統治晉國後，封公子萬為韓大夫，是為韓武子，為戰國時代韓國之祖。
受周僖王敕封為晉侯後不久，晉武公便出兵攻打東周朝廷，殺害周夷邑大夫詭諸，周朝執政大臣周公忌父逃奔虢國。

## 子女
- 晉獻公
- 公子伯侨，姬姓，羊舌氏。

### 腳注
1. ↑  《春秋左传注·桓公三年》
2. ↑  《左傳·莊公十六年》：「王使虢公命曲沃伯，以一軍為晉侯。」

| 前任： 父曲沃莊伯 | 曲沃君主 前716年－前679年 | 繼任： 曲沃代翼 |

| 前任： 堂侄孙晉侯緡 | 晉國君主 前679年－前677年 | 繼任： 子晉獻公 |